# За перевалом
«За перевалом» — науково-фантастичний роман Володимира Савченка про майбутнє, опублікований 1984 року.

## Історія створення
Роман написано протягом 1970—1975 років. Спочатку автор планував назвати роман «Плем'я людей». Уривок із роману надруковано в журналі «Техніка — молоді» № 10 за 1961 рік під назвою «Новий лик Землі». Як пролог використано раннє оповідання Савченка «Пробудження професора Берна» (1956).

## Сюжет
Вчений-біофізик професор Альфред Берн із 1952 року потрапляє в 2166 рік в установці для анабіозу власної конструкції. Після пробудження він зазнав нападу зграї гуманоїдних мавп-ехху.
Для збереження його життя і, в можливих межах, психіки та інтелекту, йому пересадили лобові та частково потиличні частки мозку астронавта Дана (Еріданой, 35), який загинув у експедиції до Альтаїра. Біозаконсервована голова астронавта зберігалася в Гобійському Біоцентрі.Оригінальний текст (рос.)
Для сохранения его жизни и, в возможных пределах, психики и интеллекта ему были пересажены лобные и частично затылочные доли мозга астронавта Дана (Эриданой, 35), погибшего в экспедиции к Альтаиру. Биозаконсервированная голова астронавта хранилась в Гобийском Биоцентре.

Попри отримане зорове та слухове сприйняття Дана, частково моторику та його мову, професор Берн навіть після перетворення тіла в «машині-матці», яка подарувала йому другу молодість, виявився не пристосованим до повноцінного існування в суспільстві XXII століття. Після довгих внутрішніх переживань пам'ять астронавта Дана взяла гору над свідомістю Альфреда Берна. За допомогою технології зчитування спогадів, т.з. «зворотного зору», вся планета дізналася про Контакт із представниками Розумних Амеб на Одинадцятій планеті Альтаїра.

## Головні герої
- Альфред Берн, він же Альдобіан 42/256 — німецький учений-біофізик, який створив і випробував на собі установку для анабіозу.
- Йоганн Німаєр — інженер, який допомагав Берну у випробуваннях у пустелі Гобі.
- Іловієнаандр 182 — вчений-біолог, керівник Гобійського біоцентру, Вчитель.
- Еолінг 38 — вчений, співробітник Гобійського біоцентру, який працював над програмою Колонізації та методикою зчитування спогадів — «зворотного зору».
- Ліо 18 — молода співробітниця Гобійського біоцентру, кохана Альфреда Берна.
- Еріданой 35/70 — астронавт-дослідник, учасник Дев'ятнадцятої зоряної експедиції, який загинув на Одинадцятій планеті Альтаїра.
- Алімоксена 33/65 — астронавтка, біологиня-математикиня-зв'язківчиня, учасниця Дев'ятнадцятої зоряної експедиції, кохана Еріданоя 35/70.
- Арноліт 54/88 — астронавт, командир Дев'ятнадцятої зоряної експедиції.

## Цікаві подробиці
- ІРЦ — Інформаційний регулювальний центр, здійснює глобальний зв'язок і керування. «У віданні ІРЦ зв'язок, нетворча інформація, виробництво і розподіл потрібного людям за їхніми потребами»[3].
- У суспільстві XXII століття заведено давати індексове ім'я, «яке є і ім'ям, і короткою характеристикою, і адресою для зв'язку та обслуговування через ІРЦ — документом. Воно складається з індексів подій, занять, справ, у яких людина залишила слід»[3]. У побуті імена скорочували до Іло, Еолі, Аль тощо. Віковий дріб — як правило, результат далеких космічних експедицій із релятивістським уповільненням часу.
- Замість грошей використовується бідж — «біт-джоуль», одиниця вимірювання антиентропійності. ІРЦ автоматично розраховує біджі для будь-якого творчого заняття. Для ресурсомістких проєктів потрібен достатній біджевий фонд, до накопичення якого молоді люди живуть «у кредит». Вважається непристойним народжувати дітей, живучи в кредит.
- Дітей виховують у інтернатах під керівництвом учителів. Учитель — це не професія, а звання. «Вчителів обирали, як депутатів парламенту, і авторитет вони мали не менший»[3].
- Після катастрофічного потепління, на Землі створено з морських коралів нові материки. Зміни клімату сприяли появі вологих лісів у пустелі Гобі, а також таненню вічної мерзлоти в Сибіру. «Зим не буває, тільки в горах і біля полюсів. Вже давно весна. І взагалі пір року три: весна, літо, осінь»[3].
- Біля Тризір'я Омега Ерідана (мається на увазі потрійна зоря омікрон² Ерідана) П'ята зоряна експедиція знайшла поклади антиречовини. Від Тризір'я до Землі прокладено трасу, якою антиречовину автоматично доставляють у Сонячну систему. Енергію антиречовини планують використовувати для колонізації інших планет Сонячної системи.
- До контакту з Вищими Найпростішими Амебами людство зустрілося тільки з двома іншопланетними расами. Про перший контакт з іншопланетним кораблем, який прилетів у Сонячну систему в розпал потепління, розповідається у вставній новелі «Візит Дами». Іншопланетяни відмовилися допомогти людству, заявивши, що воно саме винне у своїх бідах і має пройти «перевірку на розумність». Також коротко згадано кристалічну форму життя біля Проксими Центавра, яку виявили астронавти сьомої експедиції. Це відсилання до оповідання В. Савченка 1959 року «Друга експедиція на дивну планету».